# 114 г. пр.н.е.
114 (сто и четиринадесета) година преди новата ера (пр.н.е.) е година от доюлианския (Помпилийски) римски календар.

## Събития

### В Римската република
- Консули са Маний Ацилий Балб и Гай Порций Катон.
- Гай Марий е изпратен като пропретор в Далечна Испания.[1]
- Гай Порций Катон и водена от него армия са разбити от скордиските.[2]
- Приет е закона Lex Peducaea de incestu verginum Vestalium, който устройва специален съд за весталки нарушили обета си.[3] На съд са изправени весталките Емилия, Лициния и Марция като първата е осъдена на смърт, а другите две оправдани само, за да бъдат отново обвинени в началото на следващата година и на свой ред осъдени на смърт.[2][notes 1]

## Родени
- Квинт Хортензий, римски сенатор, консул (69 пр.н.е.) и оратор (умрял 50 г. пр.н.е.)
- Луций Орбилий Пупил, римски граматик и педагог (умрял 14 г. пр.н.е.)[4]

## Починали
- Джан Циен, китайски пътешественик и дипломат[notes 2]

Бележки:
1. ↑  Приемането на закона и процеса срещу трите може да са станали през 113 г. пр.н.е.
2. ↑  Или 113 г. пр.н.е.